# 120 (číslo)
Sto dvacet je přirozené číslo, které následuje po čísle sto devatenáct a předchází číslu sto dvacet jedna. Římskými číslicemi se zapisuje CXX.

## Matematika
120 je:
- abundantní číslo
- nepříznivé číslo
- v desítkové nešťastné číslo
- patnácté trojúhelníkové číslo a osmé šestiúhelníkové číslo
- faktoriál čísla 5
- součet prvočíselné dvojice (59 + 61)
- součet čtyř po sobě jdoucích prvočísel (23 + 29 + 31 + 37), čtyř po sobě jdoucích mocnin čísla 2 (8 + 16 + 32 + 64), a také čísla 3 (3 + 9 + 27 + 81
- ve stupních velikost vnitřních úhlů pravidelného šestiúhelníku

## Chemie
- 120 je atomové číslo zatím (březen 2013) neobjeveného prvku unbinilia; neutronové číslo třetího nejméně běžného izotopu platiny a druhého nejběžnějšího izotopu rtuti a nukleonové číslo nejběžnějšího izotopu cínu[1]

## Kalendář
- Stodvacátým dnem kalendářního roku je 30. duben (v přestupném roce 29. duben)

## Roky
- 120
- 120 př. n. l.